# Khokana
Khokana es un pueblo ubicado en el distrito de Lalitpur, Nepal.

## Superficie
Cuenta con una superficie de 3,153 kilómetros cuadrados.

## Demografía
Hasta 2015 la población era de 3869 habitantes, con una densidad de población de 1227 habitantes por kilómetro cuadrado. Con una población masculina y femenina de 1913 (49,5%) y 1956 (50,5%) respectivamente.
| Gráfica de evolución demográfica de Khokana entre 1975 y 2015 |
|                                                               |
| Datos según el Centro Común de Investigación.                 |